# The Platinum Collection (Bugo)
Bugo - The Platinum Collection è la seconda raccolta del cantautore Bugo, pubblicata il 18 marzo 2020 dalla Universal. La raccolta è composta da 3 CD e comprende brani del catalogo Universal. La raccolta è completata da un booklet comprendente diverse immagini inedite dell'artista.

## Tracce

### Disco 1
1. Casalingo - 4:30
2. Io mi rompo i c******i - 3:22
3. Pasta al burro - 4:35
4. Con il cuore nel culo - 3:23
5. Fai la fila - 4:00
6. Portacenere - 5:11
7. Piede sulla merda - 5:37
8. La mia fiamma - 3:08
9. Carla è Franca - 3:36
10. Alleluia 1 rep - 3:22
11. Caramelle - 3:01
12. Un altro conato - 3:04
13. Devo fare un brec - 3:33
14. Spargimento di sangue - 3:52
15. Il sintetizzatore - 4:50
16. Hasta la schiena siempre - 4:07
17. Mezzora prima di morire - 3:49

### Disco 2
1. Guardo su - 2:41
2. Cosa fai stasera - 3:04
3. Quando vai via - 4:30
4. Se avessi 50 anni - 5:59
5. Rimbambito - 6:06
6. Ggeell - 3:36
7. Plettrofolle - 4:46
8. Che lavoro fai - 2:47
9. Gelato giallo - 4:02
10. La caffettiera - 4:46
11. Millennia - 6:19
12. Balliamo un altro mese - 3:49
13. Felicità - 3:58
14. Primitico - 3:01

### Disco 3
1. C'è crisi - 4:30
2. Nel giro giusto - 4:12
3. Sesto senso - 4:59
4. La mano mia - 4:40
5. Le buone maniere - 4:46
6. La salita - 3:54
7. Nonhotempo - 3:07
8. Comunque io voglio te - 4:04
9. Mattino - 3:37
10. E ora respiro - 3:33
11. I miei occhi vedono - 4:38
12. Il sangue mi fa vento - 4:47
13. Amore mio infinito - 4:00
14. Love boat (Roba remix) - 4:53
15. Che diritti ho su di te (Live version) - 4:50